# Чижиков, Фёдор Семёнович
Фёдор Семёнович Чижиков (12 декабря 1924 — 14 ноября 2006) — помощник командира взвода 420-й отдельной разведывательной роты, сержант — на момент представления к награждению орденом Славы 1-й степени.

## Биография
Родился 12 декабря 1924 года в селе Новоалександровка (ныне — Тамбовского района Амурской области). Окончил 7 классов. Работал на вагоноремонтном заводе в городе Свободный Амурской области.
В сентябре 1942 года был призван в Красную Армию Свободненским райвоенкоматом. В действующей армии с ноября 1942 года. Воевал на Северо-Западном, Центральном и 1-м Белорусском фронтах. Почти весь боевой путь прошел в составе 354-й стрелковой дивизии, был разведчиком взвода пешей разведки 1203-го стрелкового полка, затем в 420-й отдельной разведывательной роте.
В конце февраля 1943 года 354-я стрелковая дивизия дивизия переброшена на северный фас Курской дуги, в район населённого пункта Комаричи, здесь в течение всего марта вела тяжёлые и безуспешные наступательные бои. В этот период красноармеец Чижиков участвовал в нескольких поисках в тылу врага и захвате «языков», был награждён двумя медалями «За отвагу».
Участвовал в сражении на Курской дуге, форсировании рек Десна, Днепр. В ноябре 1943 года вступил в ВКП/КПСС. В ноябре был ранен, после выздоровления вернулся в свою часть. К лету 1944 года воевал уже в дивизионной разведке, в 420-й отдельной разведывательной роте той же дивизии.
11 июля 1944 года, выполняя боевое задание близ города Коссово, красноармеец Чижиков первым ворвался на окраину города, огнём из автомата уничтожил 9 противников. В дальнейших боях у местечка Боцьки огнём из автомата истребил свыше 10 противников. Был ранен, но не вышел из боя. Приказом по частям 354-й стрелковой дивизии от 19 августа 1944 года красноармеец Чижиков Фёдор Семёнович награждён орденом Славы 3-й степени.
5-6 сентября 1944 года после форсирования реки Нарев красноармеец Чижиков вместе с другими бойцами захватил плацдарм в районе населённых пунктов Пултуск, Погожелец и в течение 2 суток отражал вражеские контратаки. 6 сентября был ранен в голову, но остался в строю до отражения контратаки. И только по приказу командира роты ушёл в медсанбат. Был представлен к награждению орденом Красной Звезды. Приказом по войскам 65-й армии от 28 сентября 1944 года красноармеец Чижиков Фёдор Семёнович награждён орденом Славы 2-й степени.
В ночь на 19 ноября 1944 года возле населённого пункта Пискорня Мала с группой разведчиков ворвался во вражескую траншею, подорвал пулемёт и убил в рукопашной схватке 2 противников, в бою спас жизнь командиру взвода.
Указом Президиума Верховного Совета СССР от 24 марта 1945 года за образцовое выполнение боевых заданий командования на фронте борьбы с немецкими захватчиками и проявленные при этом доблесть и мужество сержант Чижиков Фёдор Семёнович награждён орденом Славы 1-й степени. Стал полным кавалером ордена Славы.
В ноябре 1945 года старший сержант Чижиков был демобилизован. Жил в городе Комсомольск-на-Амуре. Работал слесарем, старшим мастером на заводе железобетонных изделий, затем на стадионе «Авангард». Участник Парада Победы 1995 года.
С 2005 года жил в городе Благовещенск. Скончался 14 ноября 2006 года.

## Награды
- орден Отечественной войны 1-й степени (6.4.1985)[5]
- орден Славы 1-й (24.3.1945)[4], 2-й (28.9.1944)[3] и 3-й (19.8.1944)[2] степеней
- две медали «За отвагу» (3.3.1943)[1], (10.3.1943)[6].